# Sankt Florian am Inn
Sankt Florian am Inn település Ausztriában, Felső-Ausztria tartományban, a Schärdingi járásban, területe 24 km².

## Fekvése
Tengerszint feletti magassága 321 méter. Sankt Florian am Inn Neuhaus am Inn, Schärding, Brunnenthal, Rainbach im Innkreis, Taufkirchen an der Pram, Sankt Marienkirchen bei Schärding és Suben településekkel határos.

## Népesség
Lakosainak száma 3150 fő (2018. január 1.).